# Челере
Чѐлере (на италиански: Cellere) е село и община в Централна Италия, провинция Витербо, регион Лацио. Разположено е на 344 m надморска височина. Населението на общината е 1189 души (към 2012 г.).